# Epulum Iovis
L'Epulum Iovis era una festa del calendario romano che si celebrava il 13 settembre in onore di Giove.
Si invitavano gli dèi a partecipare alla festa, cosa che facevano simbolicamente attraverso le loro statue, disposte su ricchi letti (detti pulvinaria) con morbidi cuscini. Questi letti erano posti nella zona più onorevole della tavolata e gli dèi erano serviti di ricchi piatti, il cui consumo era poi effettuato dagli epulones.